# 벨포르
벨포르(프랑스어: Belfort)는 프랑스 북동부의 부르고뉴-프랑슈-콩테 지역에 있는 도시로, 리옹과 스트라스부르 사이에 위치하며 프랑스-스위스 국경에서 약 25km 떨어져 있다. 그것은 테리투아르 드 벨포르 데파르트망의 현이다.
벨포르는 파리에서 400km, 스트라스부르에서 141km, 리옹에서 290km, 취리히에서 150km 떨어져 있다. 도시의 주민들은 ‘벨포탕’(Belfortains)이라고 불린다. 이 도시는 라인강과 론강 사이의 전략적으로 중요한 자연 루트인 사부뢰즈 강가에 위치해 있다. 벨포르 협로(Trouée de Belfort) 또는 부르고뉴 문(Porte de Bourgogne)이다. 사부루스의 근원인 알자스 산맥 기슭에서 남쪽으로 약 16km 위치에 있다. 벨포르 시에는 2019년을 기준으로 46,443명의 주민이 있다. 몽벨리아르, 헤리쿠르, 델 및 그 교외 및 위성 마을과 함께 벨포르는 부르고뉴-프랑슈-콩테 지역에서 308,601명의 도시 인구와 함께 가장 큰 집합체(수도권 지역)를 형성한다.

## 역사
벨포르의 전략적 위치는 라인강과 론강을 잇는, 경로에 위치한 보주산맥과 쥐라산맥 사이의 자연적인 산길에 있어 로마 시대부터 사람들이 정착해 왔으며, 역사상 여러 번 침략하는 군대의 표적이 되기도 했다.
벨포르 지역에는 갈로로마인 시대부터 사람들이 거주하였다. 이후, 갈로로마인들이 떠나간 뒤 게르만족의 대이동 기간 게르만 민족들 그 중에서도 특히 부르군트인들이 주로 정착하였다. 이후 13세기에 몽벨리아르 백작의 영토로 기록되었으며, 1307년에 인가를 받았다.
이전에 오스트리아의 소유였던 벨포르는 30년 전쟁을 종식시킨 베스트팔렌 조약(1648)으로 인해 프랑스로 양도되었다. 도시의 요새는 루이 14세를 위해 군사 건축가 보방에 의해 확장 및 개량되었다.

### 프로이센-프랑스 전쟁
1871년까지 벨포르는 알자스의 오랭주 데파르트망의 일부였다. 프로이센-프랑스 전쟁 기간 벨포르 공방전 (1870년 11월 3일에서 1871년 2월 18일 사이)은 프랑스와 프로이센 간의 휴전 협정이 끝난 지 21일 후에 수비대가 항복하라는 명령을 받을 때까지 프랑스군에 의해 성공적으로 저항했다. 이 지역은 다른 알자스 지역처럼 프로이센에 합병되지 않았다. 메츠 인근의 영토로 교환되었다. 그것은 여전히 그래서 테리투아르 드 벨포르를 형성했다. 포위 공격은 프레데릭 바르톨디(Frédéric Bartholdi)의 거대한 동상인 벨포르의 사자로 기념된다. 병합된 알자스에서 독일의 통치 아래 살기를 원하지 않고 벨포르에서 프랑스인의 삶과 집을 원했던 알자스인들은 1872년 이후 벨포르와 프랑스 산업에 상당한 기여를 했다. (알자스 건설기계 협회 참조)

### 제1차 세계 대전
이 도시는 제1차 세계 대전 중 독일군의 포격을 받았다. 전쟁 전 독일 제국 수상 테오발트 폰 베트만-홀베그(Theobald von Bethmann-Holweg)의 9월 강령은 프랑스 영토의 확장 목표를 주장하면서 특히 보주산맥의 서쪽으로 벨포르 지역의 합병을 주장했다.

### 제2차 세계 대전
독일이 승리한 1940년 프랑스 전투 이후 벨포르는 나치 독일 점령 지역에 함락되었다. 1944년 11월, 퇴각하는 독일군은 프랑스 코만도가 살베르 요새에 대한 성공적인 야간 공격을 할 때까지 마을 밖에서 프랑스 제1군을 저지했다. 벨포르는 1944년 11월 22일에 해방되었다. 아돌프 히틀러는 벨포르를 독일의 가우 바덴-알자스에 합병하려 했으나, 결코 이루어지지 않았다.

### 1892년 파리-벨포르 달리기 경주
1892년 6월 5일 《르 쁘띠 저널》(Le Petit Journal)은 기록상 최초의 대규모 장거리 달리기 경주인 파리에서 벨포르까지 380km가 넘는 도보 경주를 조직했다. 1,100명 이상의 참가자가 이벤트에 등록했으며 800명이 넘는 참가자가 파리 오페라의 르 쁘띠 저널 사무실에서 출발했다. 이것은 또한 전년도 제1회 파리-브레스트-파리 사이클 레이스의 출발점이기도 했다. 프랑스 대중이 레이스 참가자의 진행 상황을 따라가면서 신문의 부수가 급격히 증가했으며, 그중 380명이 10일 이내에 코스를 완료했다. 1892년 6월 18일 르 쁘띠 저널에서 피에르 기파르는 적대적인 이웃 국가의 체육대회를 본보기로 삼았다. 대회는 100시간 5분 만에 콘스탄트 라모주가 승리했다.

## 인구
| 연도 | 인구   | ±% p.a. |
| ---- | ------ | ------- |
| 1793 | 4,593  | —       |
| 1800 | 4,400  | −0.61%  |
| 1806 | 4,210  | −0.73%  |
| 1821 | 4,738  | +0.79%  |
| 1831 | 5,753  | +1.96%  |
| 1836 | 5,687  | −0.23%  |
| 1841 | 5,617  | −0.25%  |
| 1846 | 6,664  | +3.48%  |
| 1851 | 7,847  | +3.32%  |
| 1856 | 7,510  | −0.87%  |
| 1861 | 8,101  | +1.53%  |
| 1866 | 8,400  | +0.73%  |
| 1872 | 8,030  | −0.75%  |
| 1876 | 15,173 | +17.24% |
| 1881 | 19,336 | +4.97%  |
| 1886 | 22,181 | +2.78%  |
| 1891 | 25,455 | +2.79%  |
| 1896 | 28,715 | +2.44%  |

| 연도 | 인구   | ±% p.a. |
| ---- | ------ | ------- |
| 1901 | 32,567 | +2.55%  |
| 1906 | 34,649 | +1.25%  |
| 1911 | 39,371 | +2.59%  |
| 1921 | 39,301 | −0.02%  |
| 1926 | 40,516 | +0.61%  |
| 1931 | 42,511 | +0.97%  |
| 1936 | 45,625 | +1.42%  |
| 1946 | 37,387 | −1.97%  |
| 1954 | 43,434 | +1.89%  |
| 1962 | 48,070 | +1.28%  |
| 1968 | 53,214 | +1.71%  |
| 1975 | 54,615 | +0.37%  |
| 1982 | 51,206 | −0.92%  |
| 1990 | 50,125 | −0.27%  |
| 1999 | 50,417 | +0.06%  |
| 2007 | 51,327 | +0.22%  |
| 2012 | 50,102 | −0.48%  |
| 2017 | 47,656 | −1.00%  |

|  | 기술적 문제로 인해 그래프를 일시적으로 사용할 수 없습니다. 파브리케이터와 미디어위키 위키에 더 자세한 정보가 있습니다. |

## 기후
| Belfort (1981–2010 averages, extremes 1946−2013)의 기후 | Belfort (1981–2010 averages, extremes 1946−2013)의 기후 | Belfort (1981–2010 averages, extremes 1946−2013)의 기후 | Belfort (1981–2010 averages, extremes 1946−2013)의 기후 | Belfort (1981–2010 averages, extremes 1946−2013)의 기후 | Belfort (1981–2010 averages, extremes 1946−2013)의 기후 | Belfort (1981–2010 averages, extremes 1946−2013)의 기후 | Belfort (1981–2010 averages, extremes 1946−2013)의 기후 | Belfort (1981–2010 averages, extremes 1946−2013)의 기후 | Belfort (1981–2010 averages, extremes 1946−2013)의 기후 | Belfort (1981–2010 averages, extremes 1946−2013)의 기후 | Belfort (1981–2010 averages, extremes 1946−2013)의 기후 | Belfort (1981–2010 averages, extremes 1946−2013)의 기후 | Belfort (1981–2010 averages, extremes 1946−2013)의 기후 |
| 월                                                      | 1월                                                     | 2월                                                     | 3월                                                     | 4월                                                     | 5월                                                     | 6월                                                     | 7월                                                     | 8월                                                     | 9월                                                     | 10월                                                    | 11월                                                    | 12월                                                    | 연간                                                    |
| ------------------------------------------------------- | ------------------------------------------------------- | ------------------------------------------------------- | ------------------------------------------------------- | ------------------------------------------------------- | ------------------------------------------------------- | ------------------------------------------------------- | ------------------------------------------------------- | ------------------------------------------------------- | ------------------------------------------------------- | ------------------------------------------------------- | ------------------------------------------------------- | ------------------------------------------------------- | ------------------------------------------------------- |
| 역대 최고 기온 °C (°F)                                  | 16.9 (62.4)                                             | 20.4 (68.7)                                             | 25.2 (77.4)                                             | 29.0 (84.2)                                             | 32.1 (89.8)                                             | 35.0 (95.0)                                             | 38.0 (100.4)                                            | 37.5 (99.5)                                             | 34.0 (93.2)                                             | 27.5 (81.5)                                             | 20.3 (68.5)                                             | 18.2 (64.8)                                             | 38.0 (100.4)                                            |
| 일평균 최고 기온 °C (°F)                                | 3.8 (38.8)                                              | 5.7 (42.3)                                              | 10.3 (50.5)                                             | 14.3 (57.7)                                             | 18.8 (65.8)                                             | 22.1 (71.8)                                             | 24.5 (76.1)                                             | 24.2 (75.6)                                             | 19.6 (67.3)                                             | 14.6 (58.3)                                             | 8.1 (46.6)                                              | 4.5 (40.1)                                              | 14.3 (57.7)                                             |
| 일일 평균 기온 °C (°F)                                  | 1.2 (34.2)                                              | 2.3 (36.1)                                              | 6.1 (43.0)                                              | 9.4 (48.9)                                              | 13.8 (56.8)                                             | 16.9 (62.4)                                             | 19.2 (66.6)                                             | 18.9 (66.0)                                             | 15.0 (59.0)                                             | 10.7 (51.3)                                             | 5.2 (41.4)                                              | 2.1 (35.8)                                              | 10.1 (50.2)                                             |
| 일평균 최저 기온 °C (°F)                                | −1.5 (29.3)                                             | −1.1 (30.0)                                             | 1.9 (35.4)                                              | 4.6 (40.3)                                              | 8.7 (47.7)                                              | 11.7 (53.1)                                             | 13.8 (56.8)                                             | 13.6 (56.5)                                             | 10.3 (50.5)                                             | 6.9 (44.4)                                              | 2.3 (36.1)                                              | −0.4 (31.3)                                             | 5.9 (42.6)                                              |
| 역대 최저 기온 °C (°F)                                  | −20.6 (−5.1)                                            | −21.4 (−6.5)                                            | −14.1 (6.6)                                             | −6.1 (21.0)                                             | −3.7 (25.3)                                             | 1.7 (35.1)                                              | 4.6 (40.3)                                              | 4.4 (39.9)                                              | 0.3 (32.5)                                              | −6.0 (21.2)                                             | −10.1 (13.8)                                            | −16.7 (1.9)                                             | −21.4 (−6.5)                                            |
| 평균 강수량 mm (인치)                                   | 97.6 (3.84)                                             | 86.6 (3.41)                                             | 88.7 (3.49)                                             | 71.8 (2.83)                                             | 100.9 (3.97)                                            | 85.7 (3.37)                                             | 81.4 (3.20)                                             | 88.1 (3.47)                                             | 96.0 (3.78)                                             | 106.0 (4.17)                                            | 99.4 (3.91)                                             | 120.1 (4.73)                                            | 1,122.3 (44.19)                                         |
| 평균 강수일수 (≥ 1.0 mm)                                | 12.3                                                    | 11.1                                                    | 12.3                                                    | 10.8                                                    | 13.0                                                    | 11.0                                                    | 10.4                                                    | 10.6                                                    | 9.8                                                     | 11.9                                                    | 12.2                                                    | 13.4                                                    | 138.9                                                   |
| 출처: Météo France                                      |                                                         |                                                         |                                                         |                                                         |                                                         |                                                         |                                                         |                                                         |                                                         |                                                         |                                                         |                                                         |                                                         |

## 경제
벨포르는 주로 철도와 터빈에 전념하는 중공업의 중심지이다. 벨포르는 최초의 테제베(TGV)가 생산된 알스톰의 고향이자, GE 전력 유럽 본부와 가스터빈 제조의 중심지이다.

## 관광

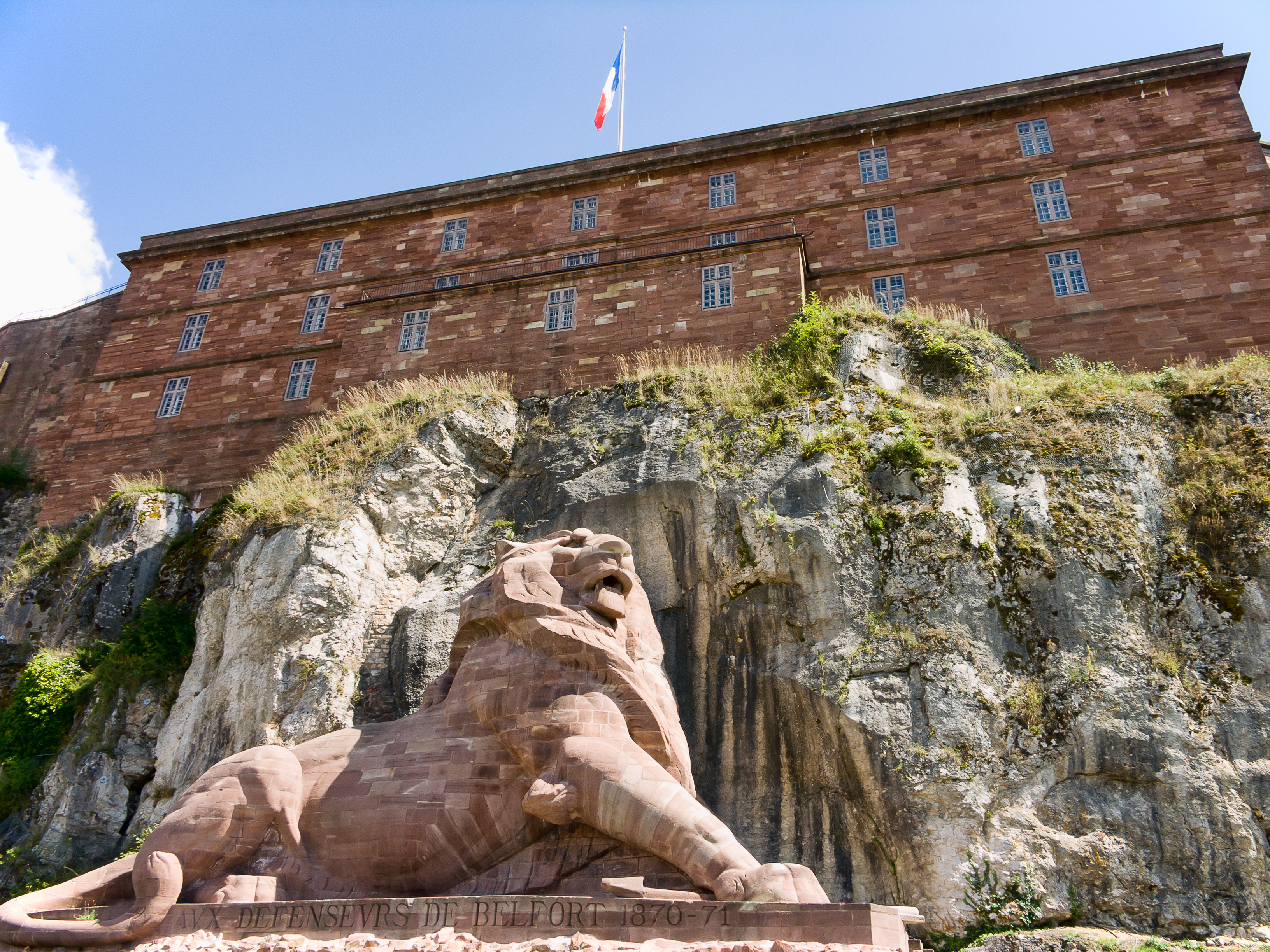
벨포르의 사자

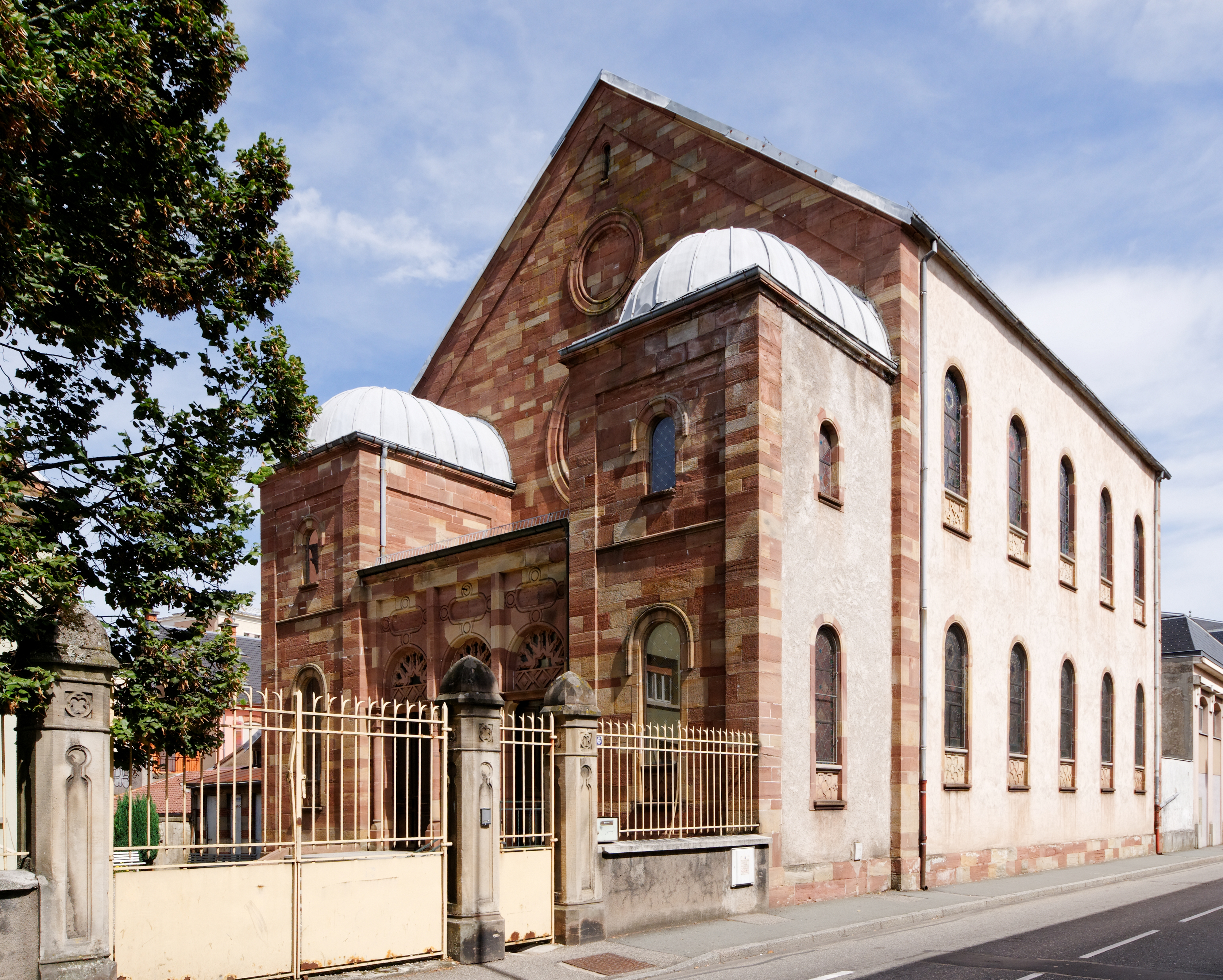
1857년 설립된 벨포르의 회당

- 벨포르는 직후에 뉴욕에 ‘자유의 여신상’을 세운 프레데릭 바르톨디(Frédéric Bartholdi)의 조각품(프랑스-프로이센 전쟁(1870)의 포위 공격에 대한 사람들의 저항을 표현한 조각)인 벨포르의 사자의 고향이다.
- 벨포르성 - 보방의 오각형 요새의 독특한 예
- 벨포르 대성당, 18세기
- 벨포르 회당, 1857년에 설립
- 구시가지
- 벨포르 시립 박물관에는 세 가지 주요 영역이 있다.
  - 성채 꼭대기에 있는 오래된 막사의 역사(고고학에서 군대에 이르기까지).
  - Tour 41의 예술(주로 16~19세기)
  - 기부 Jardot의 현대 미술
- 2007년 7월 이후로 자유의 요새인 “La Citadelle de la Liberté”가 있는 곳이 일반 대중에게 공개되었다.
- 맑은 날 높은 건물 꼭대기에서나 인근 산을 오르면 스위스 알프스의 만년설 산이 보인다.
- 벨포르성의 지하 통로 - 벨포르성의 지하 통로[6]

## 문화

### 유로켄
벨포르에서 가장 잘 알려진 문화 행사는 매년 열리는 프랑스 최대의 록 음악 축제 중 하나인 유로켄(Eurockéennes)이다.

### FIMU
벨포르는 또한 매년 5월에 열리는 FIMU(국제 음악 대학 축제)를 주최하는 것으로 잘 알려져 있다. FIMU는 일반적으로 도시 전역의 여러 위치에서 250회 이상의 콘서트와 약 2,500명의 음악가를 포함하며, 대부분은 유럽 및 기타 국가의 학생 또는 아마추어 그룹이다. 연주되는 음악 스타일은 매우 다양하며 전통, 포크, 록, 재즈, 클래식 및 실험을 포함한다.

## 교통

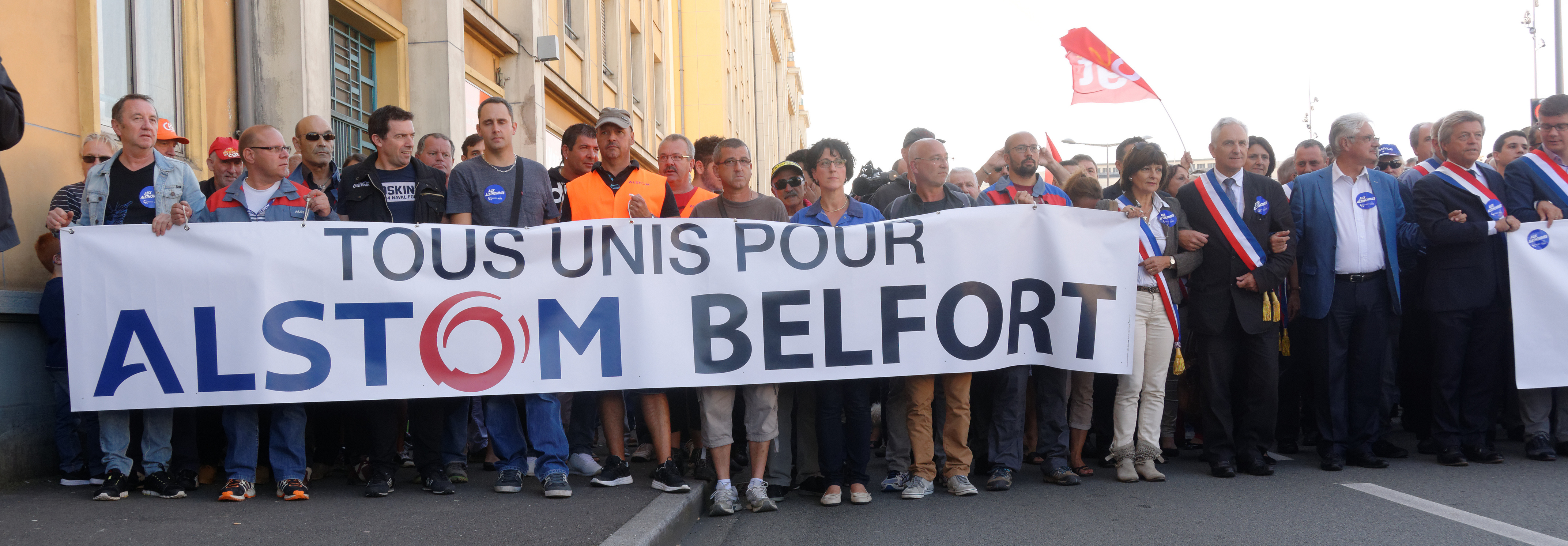
"벨포르를 위한 대동단결" 알스톰을 위한 6,500명의 실직 반대 시위

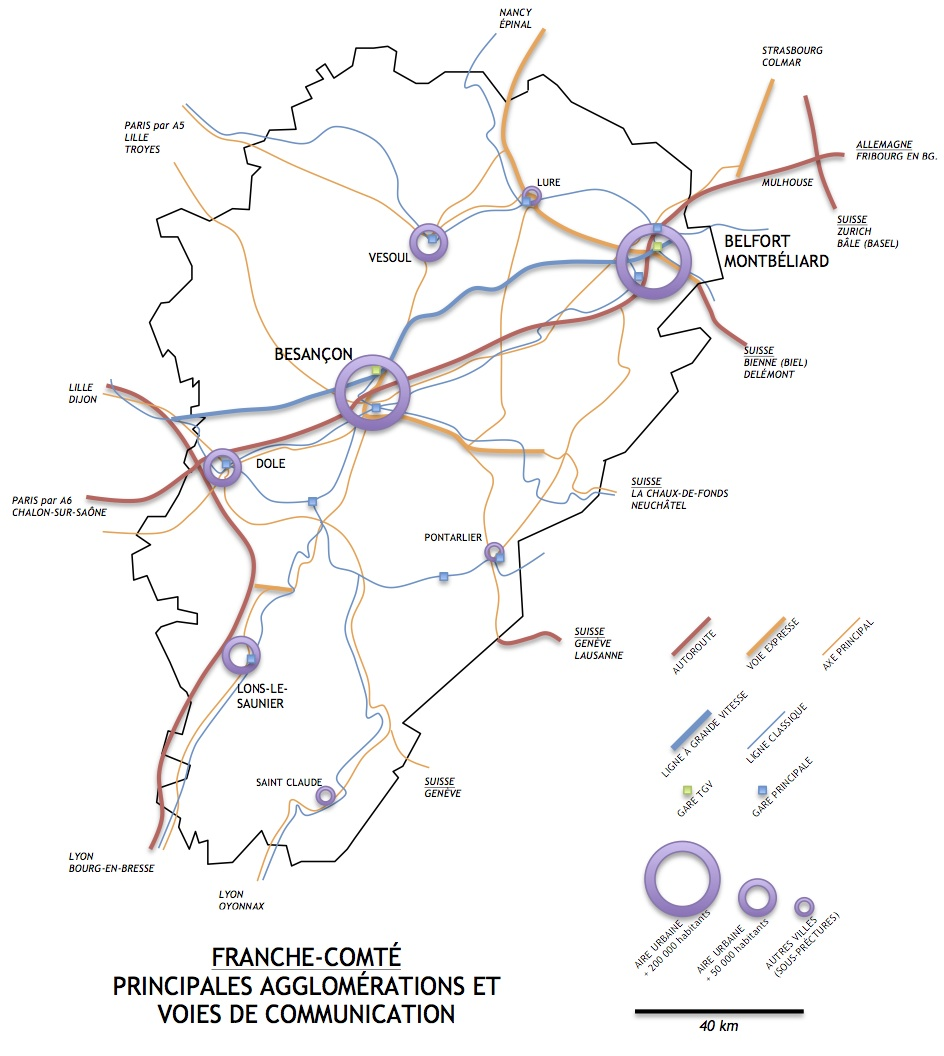
프랑슈-콩테의 도로와 기차 네트워크의 벨포르

### 도로
다른 많은 유럽 도시와 마찬가지로 벨포르의 도로 교통량은 계속 증가하고 교통을 지배한다. 벨포르는 국제 무역이 가능한 뮐루즈-린의 상업 항구에서 불과 40km 떨어져 있다. 본(Beaune)에서 뮐루즈까지의 고속도로 A36은 도시의 남쪽과 동쪽으로 이어지는 경로를 따라가며 벨포르와 다른 프랑스와 유럽 도시를 연결하는 주요 축을 형성한다. N19는 벨포르 남부와 파리, 낭시, 스위스를 연결하는 또 다른 주요 노선이다.

### 항공
유로 에어포트는 벨포르에서 동쪽으로 차로 1시간 거리에 약 60km 떨어져 있다.

### 철도

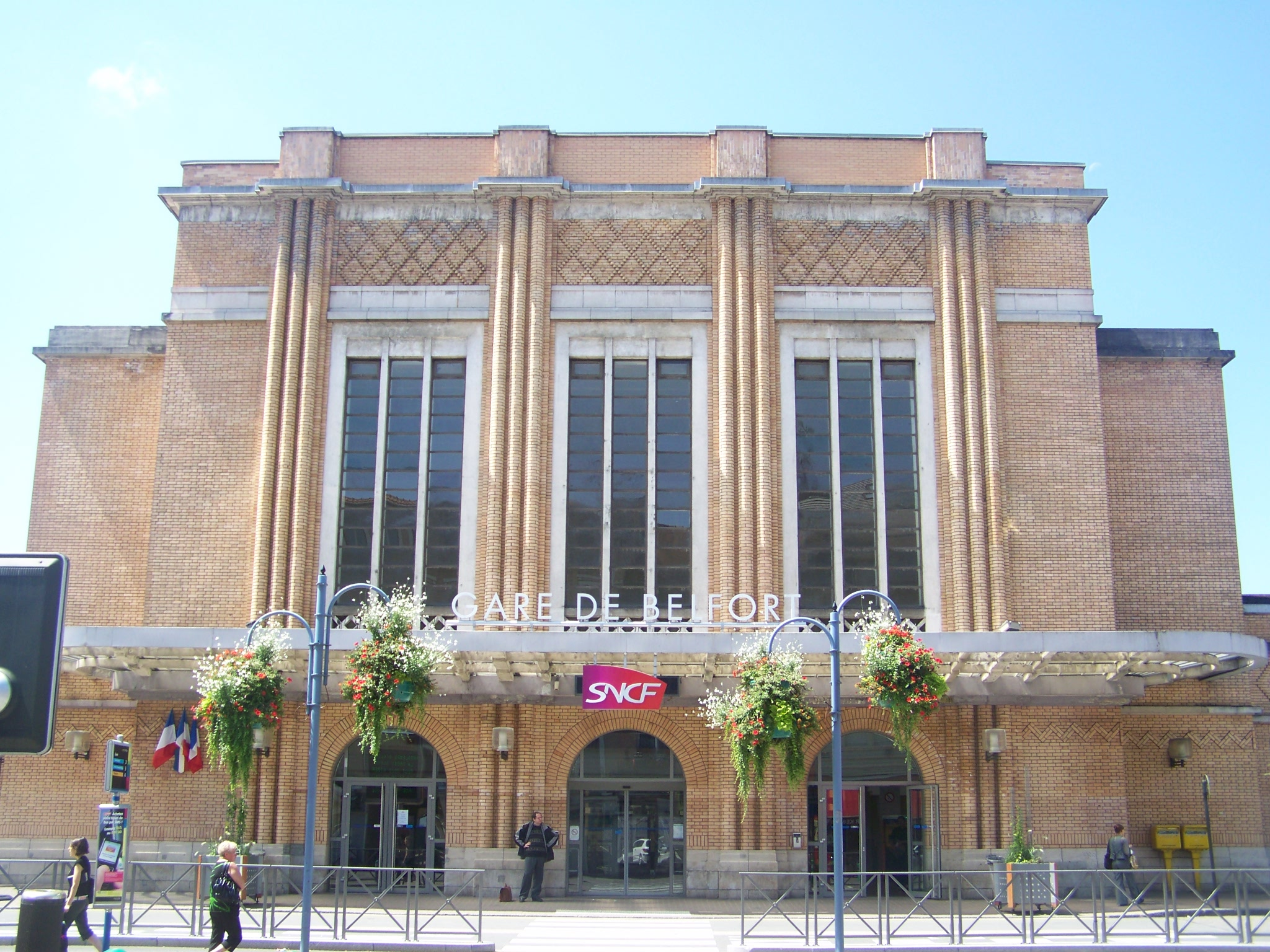
SNCF 벨포르-빌역

벨포르는 고속 열차를 포함하여 파리, 디종, 브장송, 뮐루즈, 스트라스부르, 리옹, 마르세유, 몽펠리에 및 릴과 같은 주요 목적지까지 기차로 직접 연결되어 프랑스의 다른 지역과 잘 연결되어 있다. 바젤과 취리히와 같은 일부 열차는 스위스로 운행된다. 독일 프랑크푸르트으로 가는 기차도 있다.
지역 서비스는 벨포르와 몽벨리아르, 브장송, 뮐루즈, 브줄(Vesoul), 에피날과 낭시를 연결한다.
- 벨포르역은 도시의 중심에 있는 주요 기차역이다.
- 벨포르역 – 몽벨리아르 TGV는 도시에서 남쪽으로 9km 떨어진 고속철도역이다.

2017년부터 지역 열차는 새로운 벨포르-델 철도 링크를 사용하여 벨포르와 벨포르-몽벨리아르 TGV역을 연결한다. 이 서비스는 벨포르와 주변 지역을 스위스로 연결하고, 고속 열차 연결은 들레몽, 베른, 프리부르, 로잔과 같은 스위스 도시를 파리와 기타 도시로 연결한다. 2020년 이전에 에피날 -벨포르 서비스는 전철화되고, 현대화될 것이다. 이를 통해 벨포르-몽벨리아르 TGV역에서 LGV 동유럽선과 LGV 라인-론 사이를 연결하여 낭시, 메츠와 룩셈부르크와 같은 새로운 목적지를 열 수 있다.

### 현지 교통
지역 버스 네트워크 옵티모(Optymo)는 벨포르 내에서 운영된다. 티켓은 도시의 모든 신문 판매점에서 구입할 수 있으며 버스 승객은 84100으로 SMS ‘BUS’를 보내고 확인 SMS를 티켓으로 보여줄 수 있다.

### 사이클링 트랙
벨포르 지역은 이미 약 70km의 자전거 트랙을 제공하며 더 많은 공사가 진행 중이다. 서쪽의 ‘Coulée verte’, 북쪽의 말소시-지로마니, 남쪽으로 약 20km 떨어진 유로 벨로 6를 포함한 최신 추가 사항에 대한 정보는 현지 관광 안내소를 방문하십시오. 많은 조직적인 사이클링 이벤트가 있어 사람들이 공식 가이드와 함께 이 지역을 탐험할 수 있는 기회를 제공한다.

## 자매 도시
- 스위스 들레몽
- 독일 레온베르크
- 우크라이나 자포리자
- 영국 스태퍼드